# Fountain N' Lakes (Misuri)
Fountain N' Lakes es una villa ubicada en el condado de Lincoln en el estado estadounidense de Misuri. En el Censo de 2010 tenía una población de 165 habitantes y una densidad poblacional de 445,5 personas por km².

## Geografía
Fountain N' Lakes se encuentra ubicada en las coordenadas 38°58′8″N 90°50′57″O / 38.96889, -90.84917. Según la Oficina del Censo de los Estados Unidos, Fountain N' Lakes tiene una superficie total de 0.37 km², de la cual 0.37 km² corresponden a tierra firme y (0%) 0 km² es agua.

## Demografía
Según el censo de 2010, había 165 personas residiendo en Fountain N' Lakes. La densidad de población era de 445,5 hab./km². De los 165 habitantes, Fountain N' Lakes estaba compuesto por el 95.76% blancos, el 0% eran afroamericanos, el 0% eran amerindios, el 0% eran asiáticos, el 0% eran isleños del Pacífico, el 1.82% eran de otras razas y el 2.42% pertenecían a dos o más razas. Del total de la población el 2.42% eran hispanos o latinos de cualquier raza.